# Bækkelagets Sportsklub
 Der er for få eller ingen kildehenvisninger i denne artikel, hvilket er et problem. Du kan hjælpe ved at angive troværdige kilder til de påstande, som fremføres i artiklen.

Bækkelagets Sportsklub er en norsk idrætsforening, der blev stiftet i efteråret 1909. Foreningen har i dag afdelinger, hvor man dyrker hver sin sportsgren: ski (der inkluderer skihop og skiskydning), orienteringsløb, håndbold, fodbold, floorball og atletik. Foreningen er også kendt for at arrangere verdens største fodboldturnering, Norway Cup.

## Håndbold
Eliteholdet i håndbold for kvinder er foreningens mest anerkendte hold og holdet huskes mest for tiden, da Anja Andersen spillede der. Den gang var Frode Kyvåg træner for klubben og havde da ansvaret for et stjernbegalleri. Holdet vandt Cup Winners' Cup'en to år i træk: Både i 1997/98- og i 19998/99-sæsonen.

### Spillere som vandt Cup Winner's Cup i 1997/1998
Anja Andersen, Danmark, Reyes Baello Vidal, Spanien, Heidi Berg, Norge, Vibeke Cook-Jensen, Norge, Hanne-Cathrine Eliesen, Norge, Gro Engstrøm, Norge, Eli Fallingen, Norge, Hilde Gaupset, Norge, Nina Gullingsrud, Norge, Ellen Beate Guttormsen, Norge, Sahra Hausmann, Norge, Siv Heim Sæbøe, Norge, Kari Anne Hole, Norge, Monica Kyvåg, Norge, Tone Langbakken, Norge, Cecilie Leganger, Norge, Pia Løkenflaen, Norge, Mette Malm, Norge, Line Olsen, Norge, Mette Ruud-Johansen, Norge, Sorina Teodorovic, Østerrike, Tonje Wikstrøm, Norge

### Spillere som vant Cup Winner's Cup i 1998/1999
Anja Andersen, Danmark, Reyes Baello Vidal, Spanien, Heidi Berg, Norge, Gro Engstrøm, Norge, Eli Fallingen, Norge, Hilde Gaupset, Norge, Nina Gullingsrud, Norge, Ellen Beate Guttormsen, Norge, Hanne Halèn, Norge, Sahra Hausmann, Norge, Siv Heim Sæbøe, Norge, Kari Anne Hole, Norge, Jeong-Ho Hong, Sydkorea, Monica Kyvåg, Norge,
Lise Larssen, Norge, Cecilie Leganger, Norge, Gitte Madsen, Danmark, Line Olsen, Norge, Mette Ruud-Johansen, Norge, Stine Steen, Norge, Sorina Teodorovic, Østrig
I sæsonerne før disse to triumfer spillede disse spillere også i BSK:
- Susann Goksør Bjerkrheim, Norge
- Kjersti Grini, Norge
- Heidi Tjugum, Norge
- Hege Kristine Kvitsand, Norge
- Camilla Andersen, Danmark